# Asmunikal
Asmunikal o Ašmu-nikal fue una reina consorte hitita del nuevo imperio que vivió en el siglo XIV a. C.

## Biografía
Ašmu-nikal nació como princesa, hija del rey Tudhaliya I y de la reina Nikkalmati. Se casó con un hombre llamado Arnuwanda, que más tarde se convirtió en rey. Ella le dio dos hijos: el príncipe Ašmi-Šarruma y el rey Tudhaliya III. Es mencionada en una oración como una «gran reina». Fue la abuela de Shubiluliuma I.
De Asmunikal, nacida en una época de grandes dificultades para el imperio hitita, se han encontrado inscritas muchas oraciones y plegarias a los dioses para cesar las incursiones de los kaskas que estaban causando estragos en centros hititas del norte del reino.
Asmunikal debió morir alrededor de 1360 a. C. y fue sucedida por su nuera Daduhepa, en el cargo de reina regente.